# Hala Stulecia
De Hala Stulecia  (voorheen Hala Ludowa (Volkshal) of Duits: Jahrhunderthalle) is een evenementenhal in de Poolse stad Wrocław (Duits: Breslau).

## Beschrijving
De hal is gebouwd in 1913 ter herdenking van de Slag bij Leipzig, die een eeuw daarvoor had plaatsgevonden. Het gebouw is ontworpen door Max Berg, die behoorde tot de vooruitstrevende architecten waar Breslau destijds bekend om was. Het wordt beschouwd als zijn meest bijzondere ontwerp. Sinds 13 juli 2006 staat de hal op de Werelderfgoedlijst van de UNESCO.

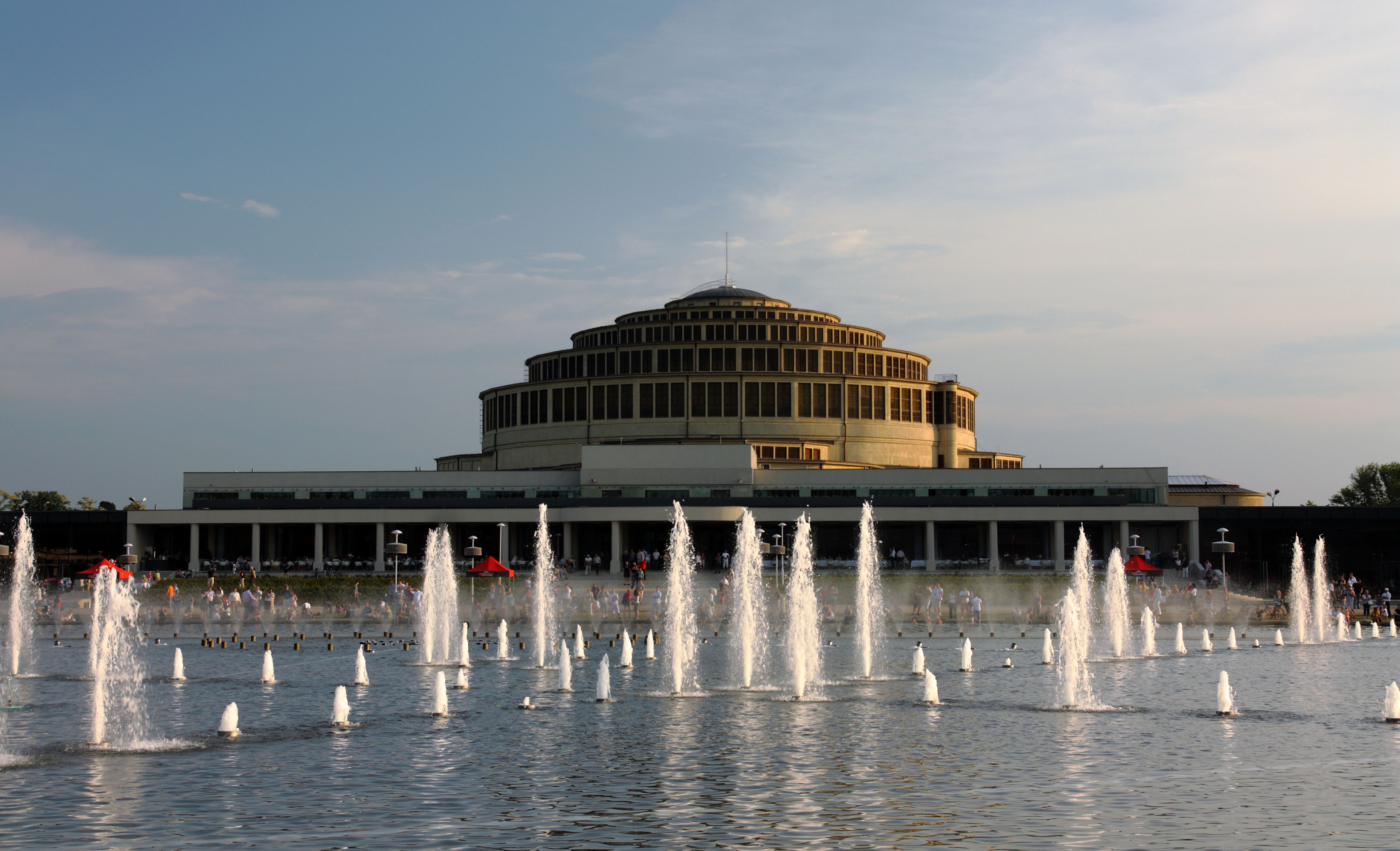
Hala Stulecia en Wrocławska Fontanna

Max Berg (1870-1947) was sinds 1909 hoofd bouwzaken van de stad Breslau. Enkele van zijn ontwerpen, waaronder de Jahrhunderthalle, werden uitgevoerd, maar er bleven ook ontwerpen van zijn hand ongebouwd, vanwege weerstand bij de bevolking. De hal is gebouwd in staal en beton. De koepel (met een doorsnee van 65 meter) heeft wel wat weg van die van het Pantheon in Rome en is in feite de eerste overspanning van dat formaat en in die vorm sinds het Pantheon in de 2e eeuw na Christus gebouwd werd. Andere voorbeelden van modernistische bouw in Wrocław zijn de vele villa’s in de stijl van Bauhaus aan de rand van de stad en het bewaard gebleven warenhuis Petersdorff van Erich Mendelsohn in het centrum.

## Geschiedenis
De naam van de Jahrhunderthalle veranderde in Hala Ludowa zodra de stad Breslau in 1945 onder Pools bestuur ging vallen. De hal is vrijwel onbeschadigd de oorlog doorgekomen, in tegenstelling tot veel andere monumentale gebouwen in Wrocław. Tegenwoordig wordt ze onder meer gebruikt voor sportwedstrijden, beurzen en grote muziekvoorstellingen (popconcerten, musicals en opera’s). In 2009 werd een multimediale fontein (Wrocławska Fontanna) aangelegd.

## Orgel
In de hal werd een enorm orgel neergezet, met meer dan 15.000 pijpen en 200 registers. Bij gelegenheid van de ingebruikname van dit enorme orgel componeerde Max Reger zijn Introduktion, Passacaglia und Fuge in e-moll (Opus 127), een van de meest monumentale werken uit de Duitse laat-romantiek.
Om de in de Tweede Wereldoorlog verwoeste binnenstadskerken van Wrocław van nieuwe orgels te voorzien werd dit orgel uit de Jahrhunderthalle na 1945 opgedeeld in drie kleinere orgels en verplaatst, o.a. naar de bisschoppelijke hoofdkerk op het Dom-eiland.

## Sport
Het complex was op 20 en 21 mei 2000 het toneel van de Europese kampioenschappen judo.
Ook vonden programma-onderdelen van de Wereldspelen 2017 hier plaats.
Zowel in 2016 (3-17 september) als in 2022 (19 augustus - 3 september) werd hier het Wereldkampioenschap bridge gespeeld.